# Balladen om Holger Danske
Balladen om Holger Danske er en dansk dukkefilm fra 1996, skrevet og instrueret af Laila Hodell med stop-motion-animation af Mihail Badica.

## Stemmer
- Thomas Mørk
- Gustav Nordgreen Kragh Jacobsen
- Sam Besekow
- Vigga Bro
- Marianne Tønsberg
- Bertel Torne
- Jesper Christensen
- Birgitte Raaberg
- Jens Arentzen
- Claus Bue
- Chresten Speggers-Simonsen
- Johannes Hviid Lopdrup
- Stig Hoffmeyer
- Søren Sætter-Lassen
- Rasmus de Neergaard
- John Hahn-Petersen
- Louise Herbert
- Sofie Tønsberg
- Ole Fick
- Luise Hodell
- Julian Kyhl
- Eddie Kline
- Jørgen Teytaud
- Svend Johansen
- Michael Wikke
- Steen Rasmussen